# STS-117
STS-117 var en rymdfärd som genomfördes av den amerikanska rymdfärjan Atlantis. Den sköts upp från Pad 39A vid Kennedy Space Center i Florida den 8 juni 2007. Efter nästan fjorton dagar i omloppsbana runt jorden återinträdde rymdfärjan i jordens atmosfär och landade vid Edwards Air Force Base i Kalifornien.
Uppdragets mål var att leverera och montera byggelement till den Internationella rymdstationen samt att utväxla en besättningsmedlem till densamma.

## Uppdragets planerade start och hagelskur
Atlantis planerades ursprungligen att lyfta den 16 mars och rullades ut till startplattan den 15 februari. Den 26 februari träffades den externa bränsletanken av ett flertal hagel, vilket orsakade stor skada. Med anledning av detta kördes Atlantis tillbaka till den vertikala monteringshallen den 4 mars 2007 där tanken reparerades.

## Uppdragets start och landning
Uppdraget startade den 8 juni 2007 och färden var planerad att fortgå i 13 dagar, till den 21 juni 2007 men på grund av dåligt väder tvingades landningen skjutas upp till de 22 juni.

## Uppdragets mål
Uppdraget med STS-117 var att föra upp och montera fackverksdel S3/S4 samt tillhörande solpanel S4 till den internationella rymdstationen. Man vecklade även ihop solpanel P6 del 2B för att tillåta solpanel S4 att rotera fritt och följa solen.

## Aktiviteter
- 8 juni Dag 1 Uppskjutning
- 9 juni Dag 2
- 10 juni Dag 3 Färjan gjorde en volt, en bit från ISS, för fotografering. Dockning med ISS. Färjans Canadarm lämnade över S3/S4 truss till ISS Canadarm2.
- 11 juni Dag 4 EVA 1
- 12 juni Dag 5
- 13 juni Dag 6 EVA 2
- 14 juni Dag 7
- 15 juni Dag 8 EVA 3
- 16 juni Dag 9
- 17 juni Dag 10 EVA 4
- 18 juni Dag 11
- 19 juni Dag 12 Lämnade ISS
- 20 juni Dag 13
- 21 juni Dag 14 Landningen sköts upp på grund av dåligt väder.
- 22 juni Dag 15 Landning på Edwards Air Force Base.
- 1 juli Resan tillbaks till Kennedy Space Center påbörjades.

## Besättningar
Uppdraget hade två olika besättningar, på uppfärden var Clayton Anderson med. Han stannade på ISS för ett sex månader långt besök. På nedfärden följde Sunita Williams med ner till Jorden efter att hon varit på rymdstationen i sex månader.

### ISS-14
USA Sunita Williams som flög upp med STS-116 flögs ner med STS-117.

### ISS-15
USA Clayton Anderson flögs upp till internationella rymdstationen.

## Besättning
- USA Frederick W. Sturckow, befälhavare
- USA Lee Archambault, pilot
- USA James F. Reilly, nyttolastspecialist
- USA Patrick G. Forrester, nyttolastspecialist
- USA Steven Swanson, nyttolastspecialist
- USA John D. Olivas, nyttolastspecialist

## Väckningar
Under Geminiprogrammet började NASA spela musik för besättningar och sedan Apollo 15 har man varje "morgon" väckt besättningen med ett musikstycke, särskilt utvalt antingen för en enskild astronaut eller för de förhållanden som råder.
| Dag | Låt                                      | Artist/Kompositör               | Spelad för                   | Länk    |
| --- | ---------------------------------------- | ------------------------------- | ---------------------------- | ------- |
| 2   | “Big Boy Toys”                           | Aaron Tippin                    | Frederick W. Sturckow        | wav mp3 |
| 3   | “Riding the Sky”                         | David Kelldorf och Brad Loveall | Clayton Anderson             | wav mp3 |
| 4   | “It Probably Always Will”                | The Ozark Mountain Daredevils   | Steven Swanson               | wav mp3 |
| 5   | “What a Wonderful World”                 | Louis Armstrong                 | John D. Olivas               | wav mp3 |
| 6   | “Questions 67 and 68”                    | Chicago                         | Lee Archambault              | wav     |
| 7   | “Indescribable”                          | Chris Tomlin                    | Patrick Forrester            | wav mp3 |
| 8   | “Radar Love”                             | Golden Earring                  | Steven Swanson               | wav mp3 |
| 9   | “University of Texas El Paso Fight Song” | UTEP                            | John "Danny" Olivas          | wav mp3 |
| 10  | Tema från “Band of Brothers”             |                                 | James Reilly                 | wav mp3 |
| 11  | “Redeemer”                               | Nicole C. Mullen                | Patrick Forrester            | wav mp3 |
| 12  | “Feelin’ Stronger Every Day”             | Chicago                         | Lee Archambault              | wav mp3 |
| 13  | “If I Had a Million Dollars”             | Barenaked Ladies                | Sunita Williams              | wav mp3 |
| 14  | “Makin' Good Time Coming Home”           | John Arthur Martinez            | Rick Sturckow och Jim Reilly | wav mp3 |
| 15  | “The Marines' Hymn”                      | The Marine Corps Band           | Rick Sturckow                | wav mp3 |

### Fotnoter
1. ↑  ”NASA Space Science Data Coordinated Archive” (på engelska). NASA. https://nssdc.gsfc.nasa.gov/nmc/spacecraft/display.action?id=2007-024A. Läst 22 mars 2020.
2. ↑  Manned Astronautics - Figures & Facts Arkiverad 4 mars 2016 hämtat från the Wayback Machine., läst 28 juli 2016.